# Антонова Ірина Олександрівна
Антонова Ірина Олександрівна (рос. Антонова Ирина Александровна; 20 березня 1922, Москва, РРФСР — 30 листопада 2020) — російська мистецтвознавиця, директорка Державного музею образотворчого мистецтва імені О. С. Пушкіна.

## Життєпис
1929 року за рішенням уряду більшовиків батько виїхав до Німеччини у відрядження разом з родиною, де Ірина добре вивчила німецьку мову. У родині цікавились музикою, театром, мистецтвом взагалі.
1933 року, коли в Німеччині прийшли до влади нацисти, Ірина з батьками повернулася до Москви, де закінчила школу, після закінчення якої вона стала студенткою Інституту Філософії, літератури, історії. 1941 року через його ліквідацію вона стала студенткою Московського університету.
В роки війни Ірина закінчила курси медсестер, працювала у шпиталі. Університет закінчила 1945 року.

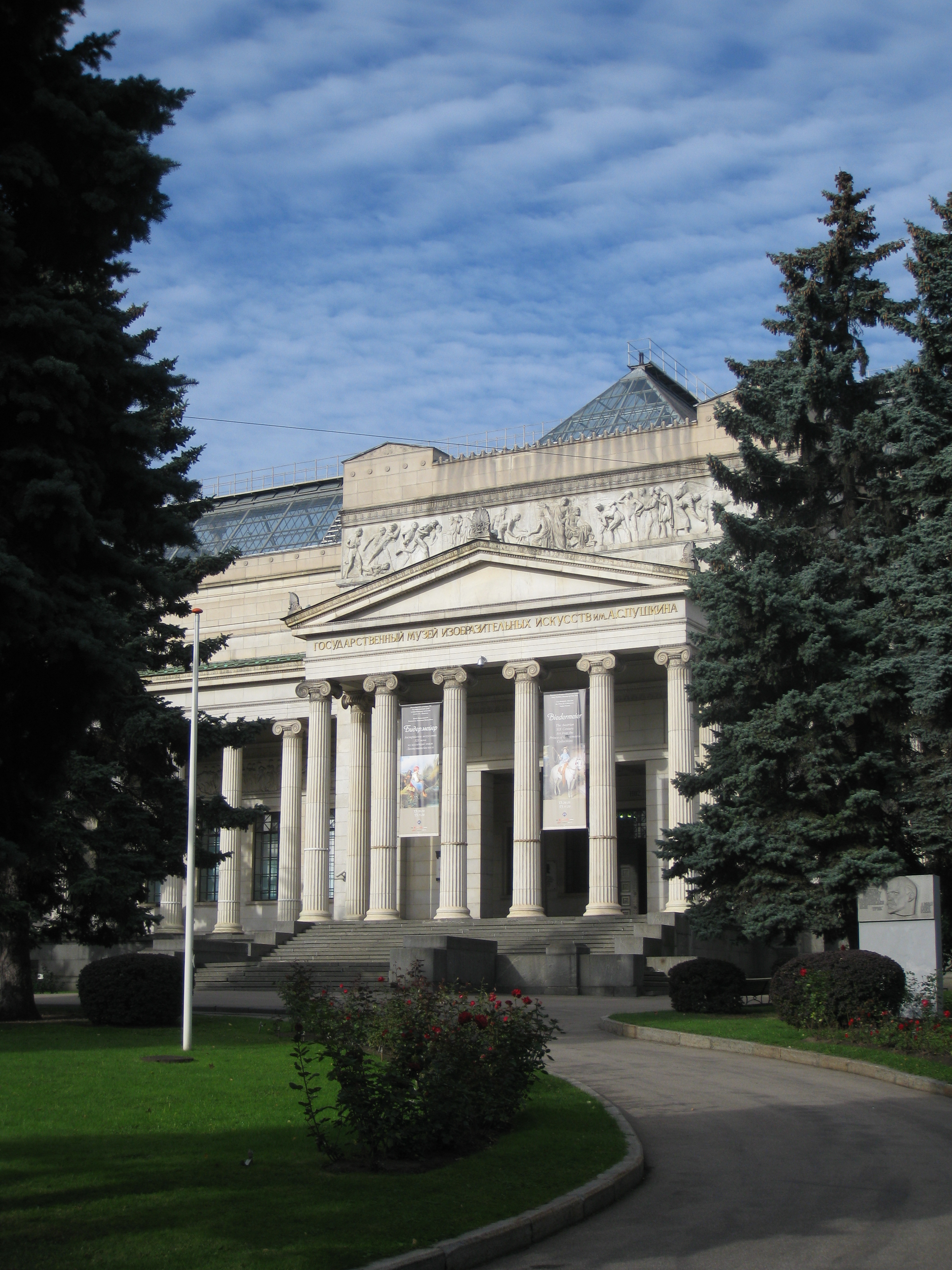
Музей образотворчого мистецтва, головний фасад

З квітня 1945 року почала працювати в Державному музеї образотворчих мистецтв молодшою науковою співробітницею.
1949 року закінчила аспірантуру. Окрім адміністративної та мистецтвознавчої роботи була викладачем: працювала в Московському державному університеті на факультеті мистецтвознавства, в Інституті кінематографії, в лекторії музею образотворчих мистецтв імені О. С. Пушкіна, в Інституті східних мов у Парижі.
З 1961 року — директор Державного музею образотворчих мистецтв імені О. С. Пушкіна — головного музею іноземного образотворчого мистецтва в Москві.

## Науковий доробок
Ірина Антонова — авторка понад сотні різних друкованих творів, серед яких каталоги, статті в періодичних виданнях, альбоми, телевізійні передачі, сценарії науково-популярних кінострічок.

## Академічні звання

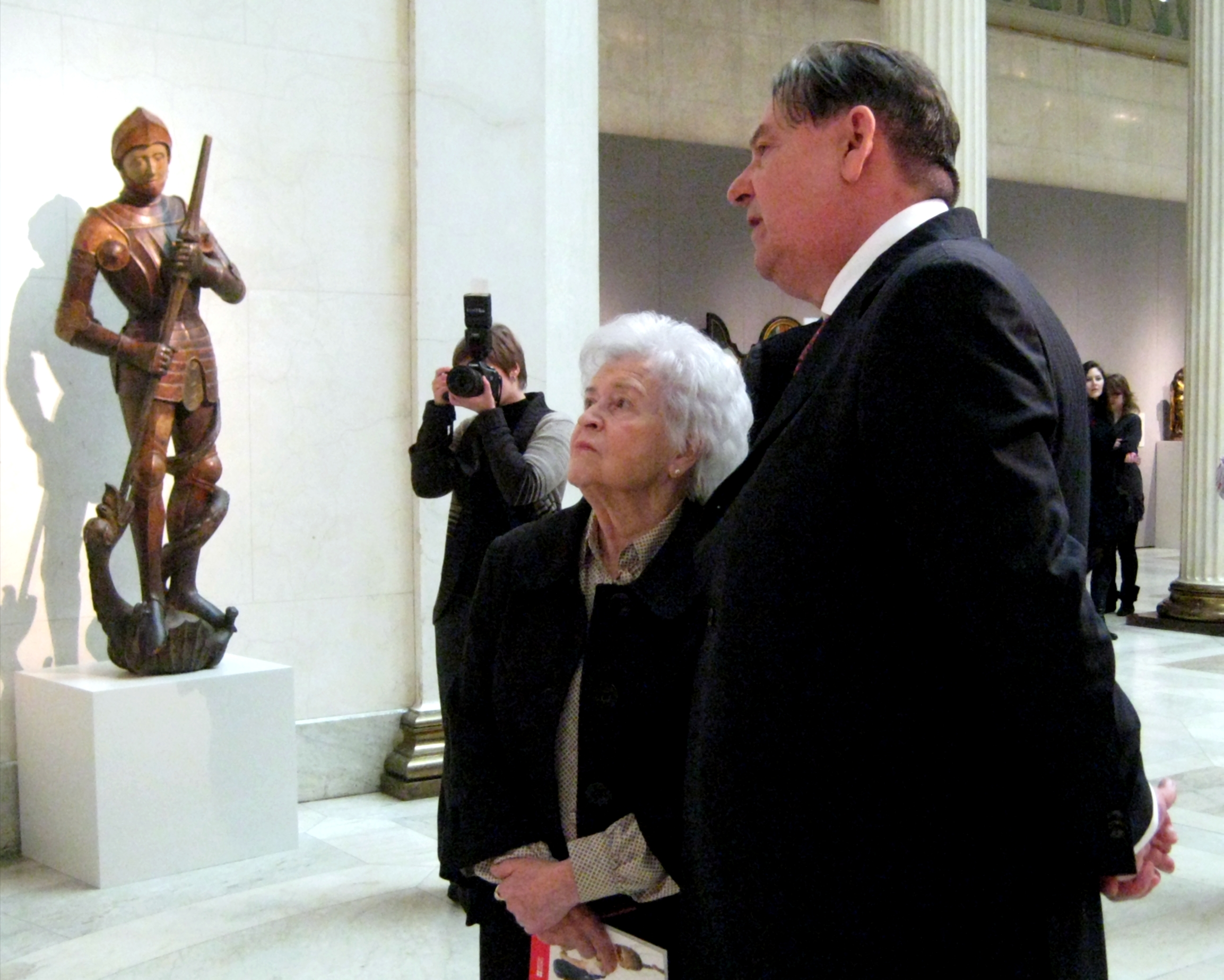
Ірина Антонова і колекціонер Михайло Перченко

- дійсна член Російської академії освіти (1989),
- дійсна член Російської академії художеств (2001, член-кореспондент з 1997),
- член-кореспондентка Академії Сан-Фернандо у Мадриді (Іспанія)
- почесна докторка РДГУ

## Нагороди
- Орден «За заслуги перед Вітчизною» I ступеня (6 грудня 2007 року) — за видатний внесок у розвиток музейної справи, збереження та популяризацію вітчизняної та світової культурної спадщини[6]
- Орден Орден «За заслуги перед Вітчизною» II ступеня (20 березня 2002 року) — за видатний внесок у розвиток вітчизняної культури[7]
- Орден Орден «За заслуги перед Вітчизною» III ступеня (17 березня 1997 року) — за заслуги перед державою і великий особистий внесок у збереження національного культурного надбання Росії[8]
- Орден Жовтневої Революції
- Орден Трудового Червоного Прапора
- Заслужений діяч мистецтв Росії.
- Лауреат Державної премії Російської Федерації (1995).
- Командор ордену Мистецтв та літератури (Франція),
- Командор ордена «За заслуги перед Італійською Республікою» (7 грудня 2000 року)[9].

## Сім'я
Батько — Антонов Олександр Олександрович, скловар, був директором Інституту експериментального скла. Мати — Антонова Іда Михайлівна, піаніст, закінчила Харківську консерваторію. Родина належала до радянської еліти.
Чоловік Ірини Антонової — Євсей Йосипович Ротенберг (1920-2011) — доктор мистецтвознавства, завідувач сектором Інституту історії мистецтвознавства.
Син Борис (нар. 1954 р.).

## Ініціативи
Музей красних мистецтв планувався навчальним музеєм-відділом при Московському університеті. Звідси стільки зусиль по створенню чи отриманню гіпсових та металевих копій видатних зразків мистецтва різних епох і країн з доби античності до бароко. Передача музею значної кількості оригіналів переломила первісну концепцію і художній музей став окремим закладом у форматі образотворчого закордонного мистецтва.
З ініціативи його директора, пані Антонової, 1996 року відроджена первісна ідея навчально-художнього музею (аналоги якого існують у Європі і США), але не в Московському університеті, а в Російському державному гуманітарному університеті. Музей було названо на честь Івана Володимировича Цвєтаєва (батька поета Марини Цвєтаєвої). До музею було передано більше 1000 копій творів мистецтва доби античності, середньовіччя, відродження.
Ірина Антонова ініціювала 1974 року докорінну перебудову експозиції музею. Особливо значними були результати перебудов експозиції на початку XXI ст. 1998 року був створений Зал історії образотворчого музею, експозиція котрого присвячена етапам створення музейних колекцій та людей, що сприяли збагаченню цих колекцій. Того ж 1998 року була створена філія закладу — Меморіальна квартира піаніста Святослава Ріхтера.
Директорка музею ініціювала створення державної програми подальшого розвитку музею образотворчого музею. що посприяло створенню 1995 року Музею приватних колекцій, куди передано низку колекцій з оригіналами закордонних та російських митців. Музей було започатковано мистецтвознавець і колекціонер Зільберштейн Ілля Самойлович, який передав закладу більше 2000 творів (головно, малюнки та гравюри західноєвропейських та російських митців).

## Позиція щодо України
У березні 2014 року підписала листа на підтримку політики президента Росії Володимира Путіна щодо російської військової інтервенції в Україну.

## Галерея

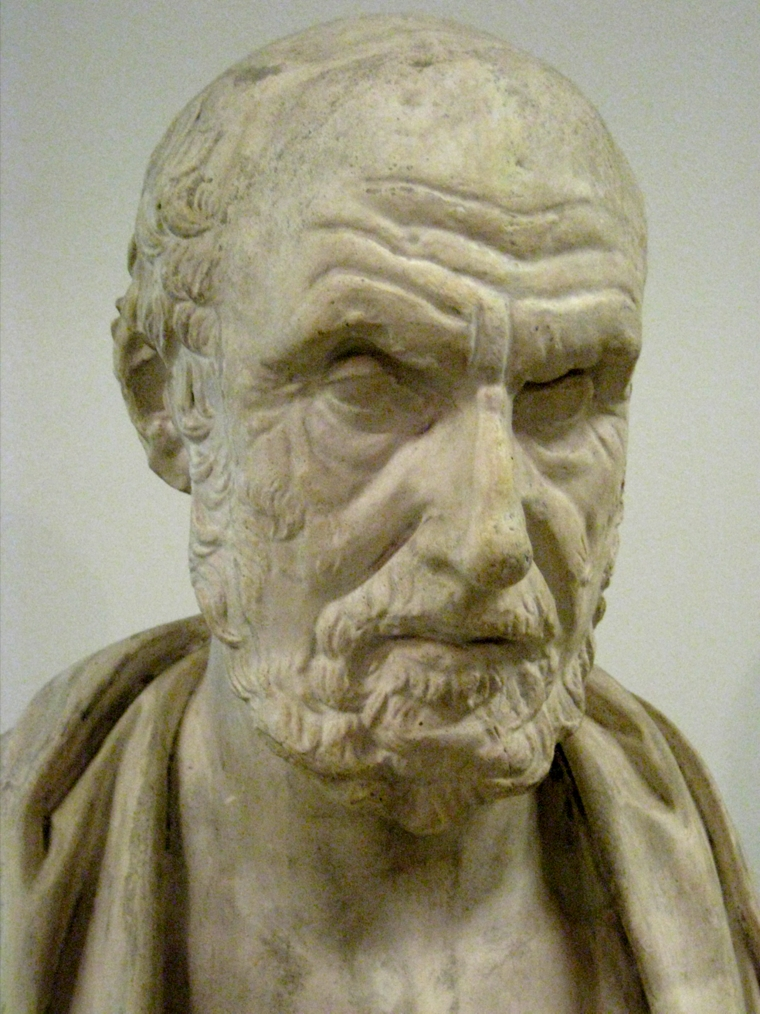
Погруддя Гіпократа, гіпсова копія
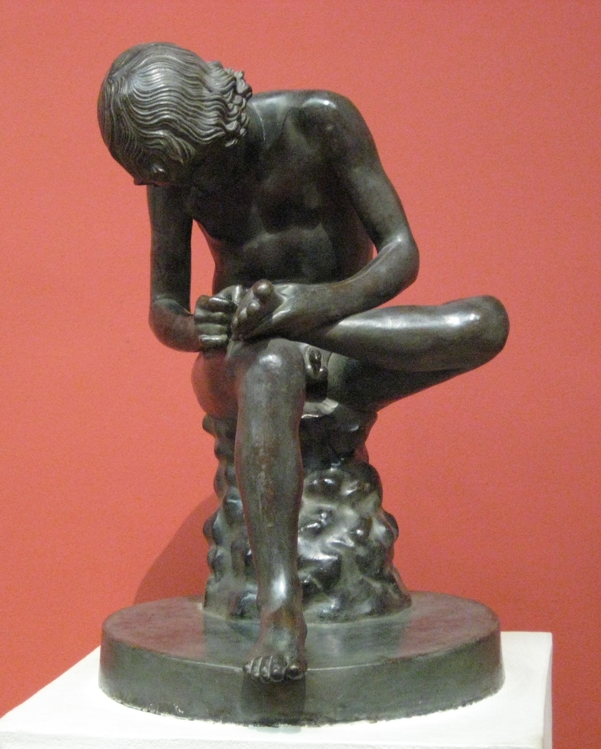
Хлопчик виймає колючку, бронзова копія з оригіналу музею Капітоліні (Рим)
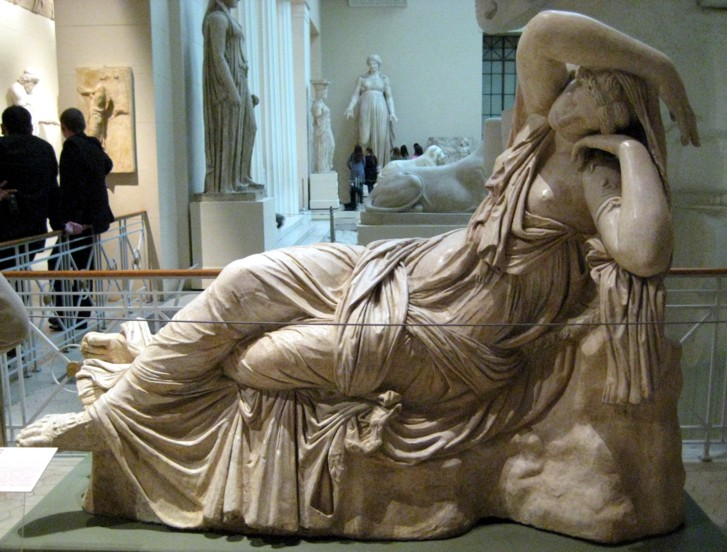
Аріадна, копія римського оригіналу
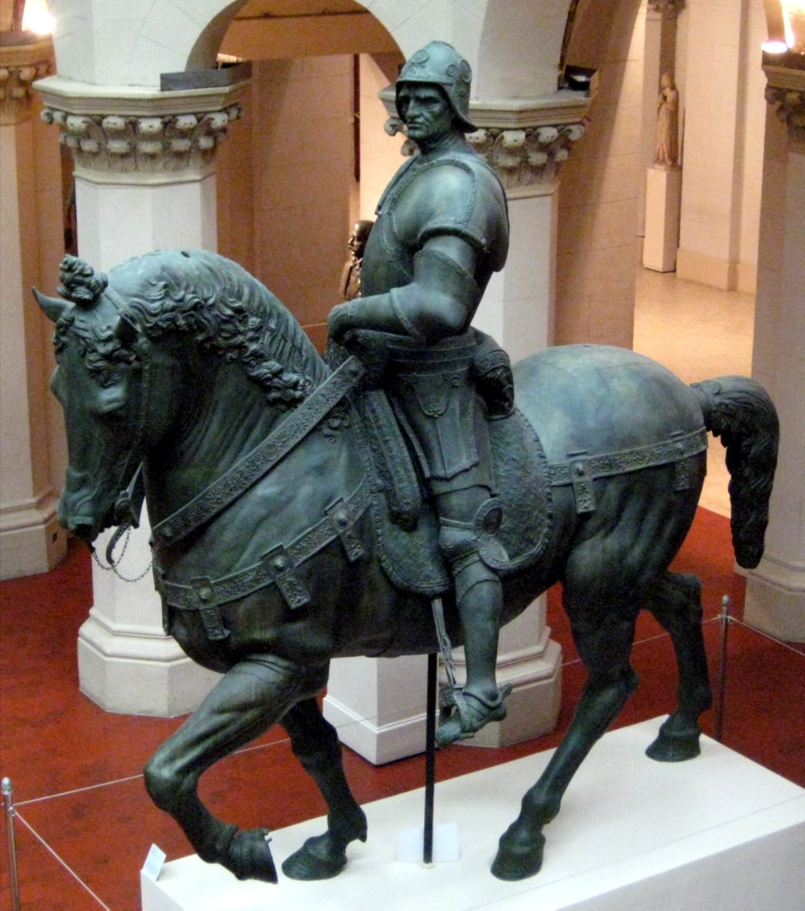
Верроккіо, кінний монумент Бартоломео Коллеоні, копія